# Locus-díj
A Locus-díj egy irodalmi díj, amely a Locus Magazine közönségdíja. 1971-ben adták ki először az 1970-ben írt művekre vonatkozóan.

## Története
2006-tól a Science Fiction Museum and Hall of Fame-ben adják át Seattle-ben.

## Díjazottak
2005. júliusáig bezárólag az alábbi írók kaptak legalább három díjat.

### 10 vagy több díj
- Ursula K. Le Guin (18), Harlan Ellison (15), Dan Simmons (12), George R. R. Martin (11), John Varley (10)

### 3–9 díj
- Connie Willis (9)
- Orson Scott Card (8), Neil Gaiman (8), Lucius Shepard (8)
- Kim Stanley Robinson (6)
- Stephen King (5), Robert Silverberg (5), David Brin (5), Gene Wolfe (5)
- Isaac Asimov (4), Joe Haldeman (4), China Miéville (4), Larry Niven (4), Dan Simmons (4)
- Michael Bishop (3), Greg Egan (3), Kelly Link (3), Lois McMaster Bujold (3), Tim Powers (3), Neal Stephenson (3) Terry Pratchett (3)

## Kategóriák

### Jelenlegi kategóriák

#### Szerkesztők
- 2005-2010 Ellen Datlow
- 1989-2004 Gardner Dozois

#### Magazinok
- 2002-2010 F&SF
- 1988-2001 Asimov's
- 1987 F&SF
- 1983-1986 Locus
- 1971-1982 F&SF

#### Könyvkiadók
- 1999-2010 Tor
- 1989-1998 Tor/St. Martin's
- 1988 Tor
- 1984-1987 Ballantine/Del Rey
- 1982-1983 Pocket/Timescape
- 1978-1981 Ballantine/Del Rey
- 1972-1977 Ballantine

#### Művészek
- 2009-2010 Michael Whelan
- 2008 Charles Vess
- 2007 John Picacio
- 2004-2006 Michael Whelan
- 2003 Bob Eggleton
- 2002 Michael Whelan
- 2001 Bob Eggleton
- 1980-2000 Michael Whelan
- 1979 Boris Vallejo
- 1976-1977 Rick Sternbach
- 1974-1975 Frank Kelly Freas

### Megszűnt kategóriák

#### Eredeti Antológiák
(ORIGINAL ANTHOLOGY)
| Év   | Díjazott                 | Szerkesztő     |
| ---- | ------------------------ | -------------- |
| 1975 | Universe 4               | Terry Carr     |
| 1974 | Astounding               | Harry Harrison |
| 1973 | Again, Dangerous Visions | Harry Harrison |
| 1972 | Universe 1               | Terry Carr     |

#### Újrakiadott antológiák
(REPRINT ANTHOLOGY/COLLECTION)
| Év   | Díjazott                                | Szerkesztő                       |
| ---- | --------------------------------------- | -------------------------------- |
| 1975 | Before the Golden Age                   | Isaac Asimov                     |
| 1974 | The Best Science Fiction of the Year #2 | Terry Carr                       |
| 1973 | The Best Science Fiction of the Year    | Terry Carr                       |
| 1972 | World's Best Science Fiction: 1971      | Donald A. Wollheim és Terry Carr |

#### Fanzinok
(FANZINE)
| Év   | Díjazott  |
| ---- | --------- |
| 1977 | Locus     |
| 1976 | Locus     |
| 1975 | Outworlds |
| 1974 | Locus     |
| 1973 | Locus     |
| 1972 | Locus     |
| 1971 | Locus     |

#### Single Fanzine Issue
| Év   | Díjazott |
| ---- | -------- |
| 1971 | Locus    |

#### Kritikák
(CRITIC)
| Év   | Díjazott           |
| ---- | ------------------ |
| 1977 | Spider Robinson    |
| 1976 | Richard Geis       |
| 1975 | P. Schuyler Miller |
| 1974 | Richard E. Geis    |

#### Fan Írók
| Év   | Díjazott          |
| ---- | ----------------- |
| 1973 | Terry Carr        |
| 1972 | Charlie Brown     |
| 1971 | Harry Warner, Jr. |

#### Fan Kritikusok
| Év   | Díjazott  |
| ---- | --------- |
| 1971 | Ted Pauls |

#### Kiadó (keményfedeles)
| Év   | Díjazott                  |
| ---- | ------------------------- |
| 1976 | Science Fiction Book Club |
| 1975 | Science Fiction Book Club |

#### Kiadó (puhafedeles)
| Év   | Díjazott   |
| ---- | ---------- |
| 1976 | Ballantine |
| 1975 | Ballantine |

#### Paperback Cover Artist
| Év   | Díjazott           |
| ---- | ------------------ |
| 1973 | Frank Kelly Freas  |
| 1972 | Gene Szafran       |
| 1971 | Leo & Diane Dillon |

#### Művészeti magazin
(MAGAZINE ARTIST)
| Év   | Díjazott          |
| ---- | ----------------- |
| 1973 | Frank Kelly Freas |
| 1972 | Frank Kelly Freas |

#### Fan művész
(FAN ARTIST)
| Év   | Díjazott      |
| ---- | ------------- |
| 1975 | Tim Kirk      |
| 1974 | Tim Kirk      |
| 1973 | Bill Rotsler  |
| 1972 | Bill Rotsler  |
| 1971 | Alicia Austin |

#### Fan képregény-rajzoló
(FAN CARTOONIST)
| Év   | Díjazott     |
| ---- | ------------ |
| 1971 | Bill Rotsler |

#### Convention
| Év   | Díjazott  |
| ---- | --------- |
| 1972 | Noreascon |